# Chucho Avellanet
Chucho Avellanet (Armando Hipólito Avellanet González; * 13. August 1941 in Mayagüez) ist ein puerto-ricanischer Sänger.
Avellanet begann seine musikalische Laufbahn in den 1960er Jahren als Mitglied des Trios Los Duendes. Bei einem seiner Auftritte entdeckte ihn der Produzent Gaspar Pumarejo und engagierte ihn für das Fernsehen. Er schloss sich der musikalischen Nueva Ola an und wurde mit Titeln wie Fugitiva, Magia blanca und Jamás te olvidaré einer der ersten Rockstars Puerto Ricos. Er trat dann in Argentinien, Guatemala, Mexiko, der República Dominicana und den hispanischen Gemeinden der USA auf und belegte mit Jamás te olvidaré siebzehn Wochen lang den ersten Platz der Hitlisten Venezuelas.
Ende der 1960er Jahre produzierte er für das Label United Artists de los Estados Unidos mehrere Aufnahmen, darunter das englischsprachige Album In a Little Spanish Town und mit Begleitung des Orchesters von Leroy Holmes Love & Violins, einen Klassiker seiner Karriere. Erfolgreich waren auch die Titel Canta muchachita, Se acabó, Ya no existe el amor, La primera novia, Si yo fuera rico, Manolo, Love Story und Por tí. Mit Guillermo Venegas Lloveras’ Por tí vertrat er 1972 Puerto Rico beim Festival der OTI in Spanien.
Zwischen den 1960er und 1980er Jahren trat Avellanet in mehreren Fernsehshows auf, darunter der Show Ford, El Show de Chucho y Lissette, Señoras y señores, Con Chucho Avellanet und zuletzt El Show de Chucho Avellanet. Daneben wirkte er in Filmproduktionen wie Libertad para la juventud und Un amante anda suelto mit.
In den 1980er Jahren entstanden Aufnahmen von Songs wie Qué mal amada estás, Será varón, será mujer, Hoy me recuerdas, Se me secó la piel, Abeja reina und Recordando a Tito Rodríguez, und Avellanet gründete das Label Unicornio, dessen erstes Projekt ein Album mit dem argentinischen Cantautor Alberto Cortez war. Mit der Produktion Estoy de vuelta nahm er an der Expo 92 in Sevilla teil.
Auf dem Album Ayer, hoy y siempre präsentierte er 2003 Duette mit Danny Rivera, Blanca Rosa Gil, Dagmar, Lissette und anderen. Drei Jahre später entstand die von Roberto Livi produzierte CD Esta noche está para boleros, die für einen Latin Grammy nominiert wurde. eine weitere Grammynominierung erhielt sein 2007 entstandenes Album Bohemios mit dem Trio Los Andinos. Weihnachten 2015 erschien sein Album Navidades en mi pueblo.